# Bas van den Dungen
B.E. (Bas) van den Dungen (Venlo, 28 november 1966) is een Nederlands ambtenaar en voormalig bestuurder.
Van den Dungen studeerde bestuurskunde aan de Universiteit Twente. Hij startte zijn loopbaan bij het ministerie van Financiën. Hij was onder andere voorzitter van de raad van bestuur van Koninklijke Kentalis en directeur bij de Landelijke Vereniging voor Thuiszorg. Tussen 2014 en 2020 was hij directeur-generaal Curatieve Zorg bij het ministerie van Volksgezondheid, Welzijn en Sport. Sinds 1 maart 2020 is hij secretaris-generaal bij het ministerie van Financiën.